# Ca l'Almar
Ca l'Almar és una masia de Vilanant (Alt Empordà) inclosa a l'Inventari del Patrimoni Arquitectònic de Catalunya.

## Descripció
Mas que es troba a un quilòmetre del poble, passant per un camí que surt de la carretera de Cistella.Edificació composta de dues ales formant una L en planta. A l'ala que mira a migdia trobem un portal solar adovellat i una finestra amb inscripció del XVII. A l'ala que mira a llevant portal hi ha un d'arc rebaixat i una finestra amb guardapols. A l'estan de la planta baixa d'aquesta ala les dues arcades reposen sobre una columna de pedra de fust acanalat i sense capitell, possiblement reutilitzada. L'aparell és de pedruscall amb grans carreus ben escairats emmarcant les obertures i les cantonades de la casa.